# 茯苓飲
茯苓飲（ぶくりょういん）は、漢方薬の一つ。出典は『金匱要略』。
胃の働きをよくする漢方薬で、胃もたれや胸やけに用いる。
これと半夏厚朴湯を合剤にすると茯苓飲合半夏厚朴湯となる。

## 構成生薬
- 茯苓(ブクリョウ)
- 白朮(ビャクジュツ)(日本のエキス製剤では蒼朮(ソウジュツ)で代用されていることもある)
- 人参(ニンジン)
- 陳皮(チンピ)
- 枳実(キジツ)
- 生姜(ショウキョウ)

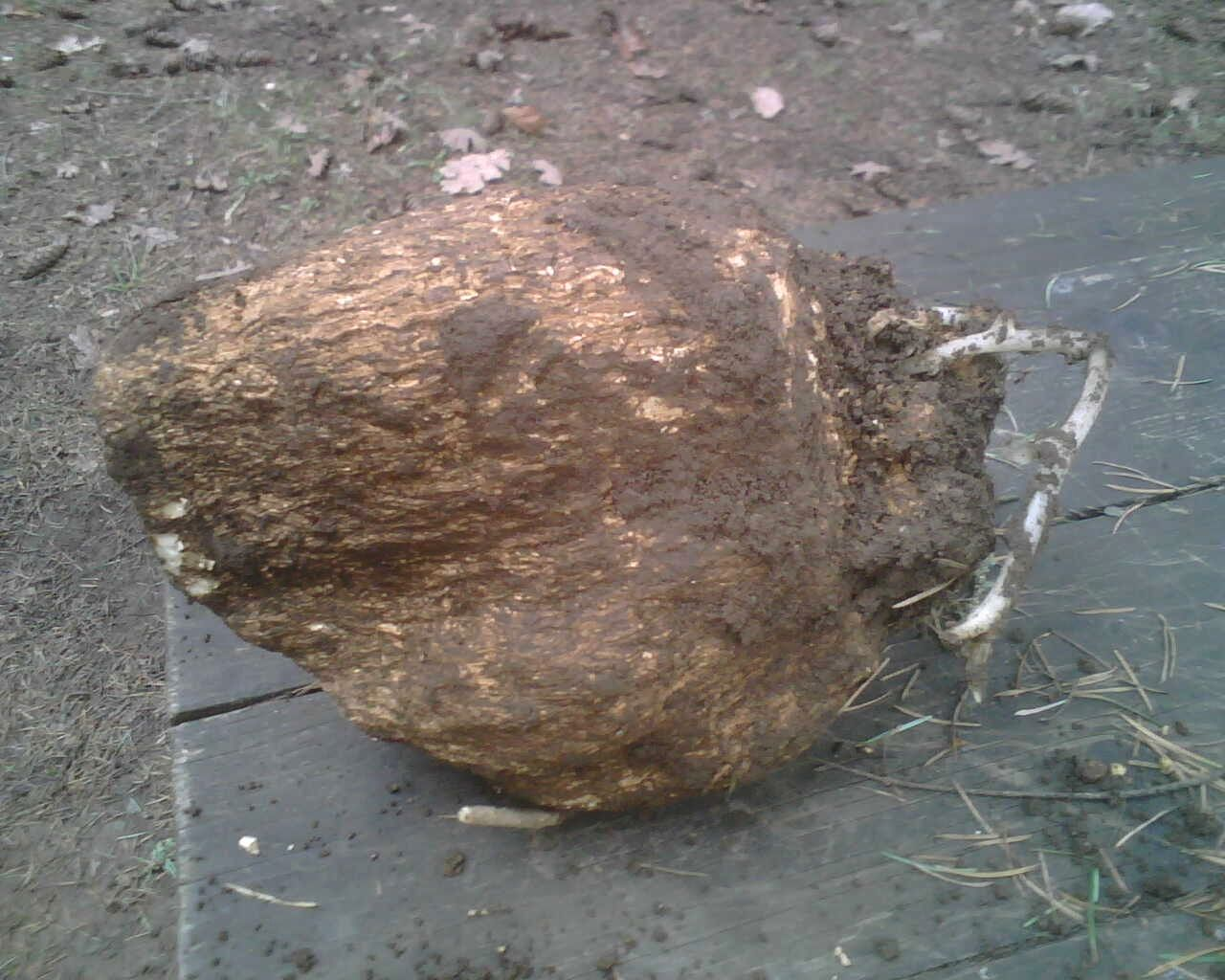
茯苓
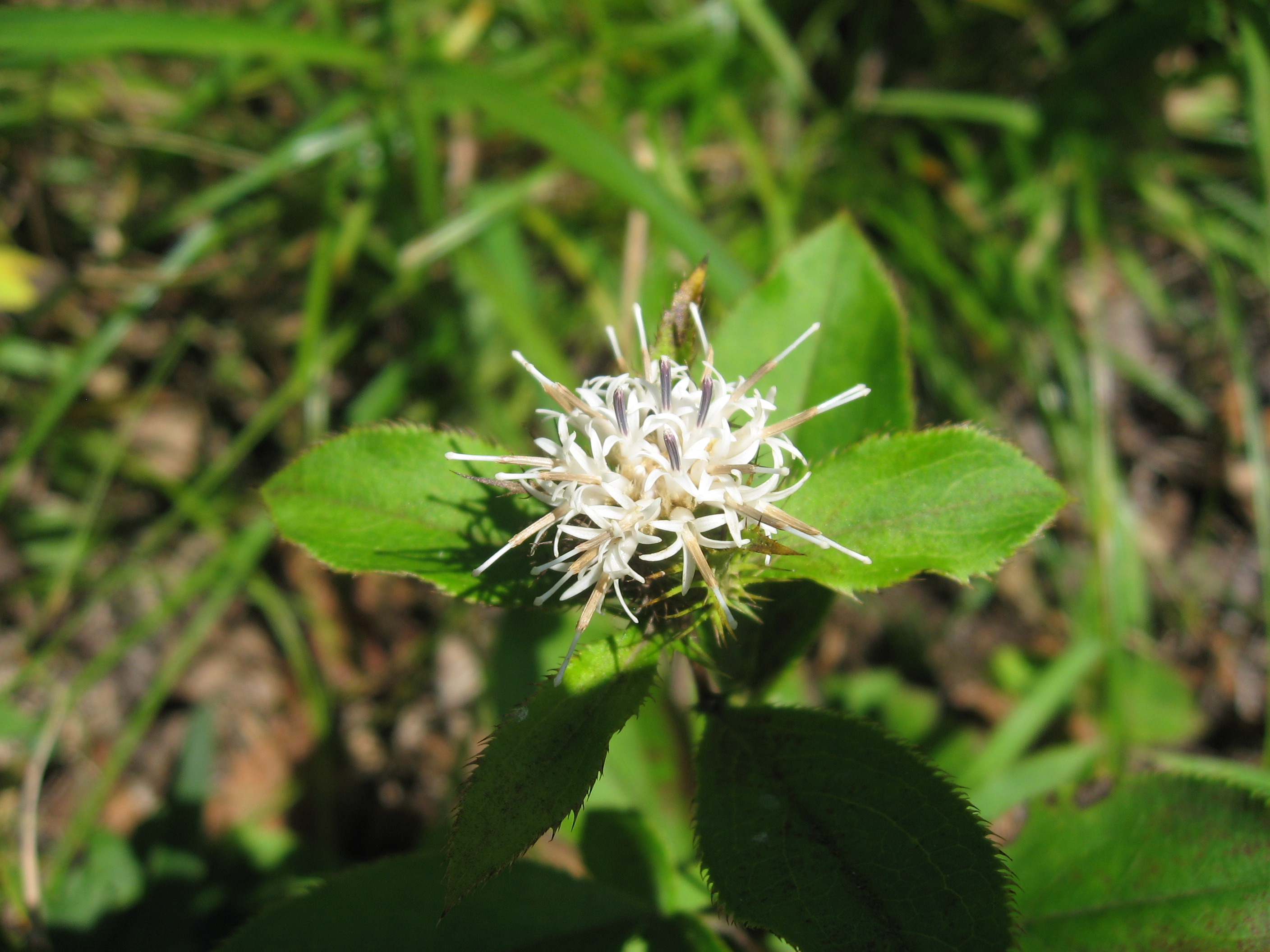
白朮
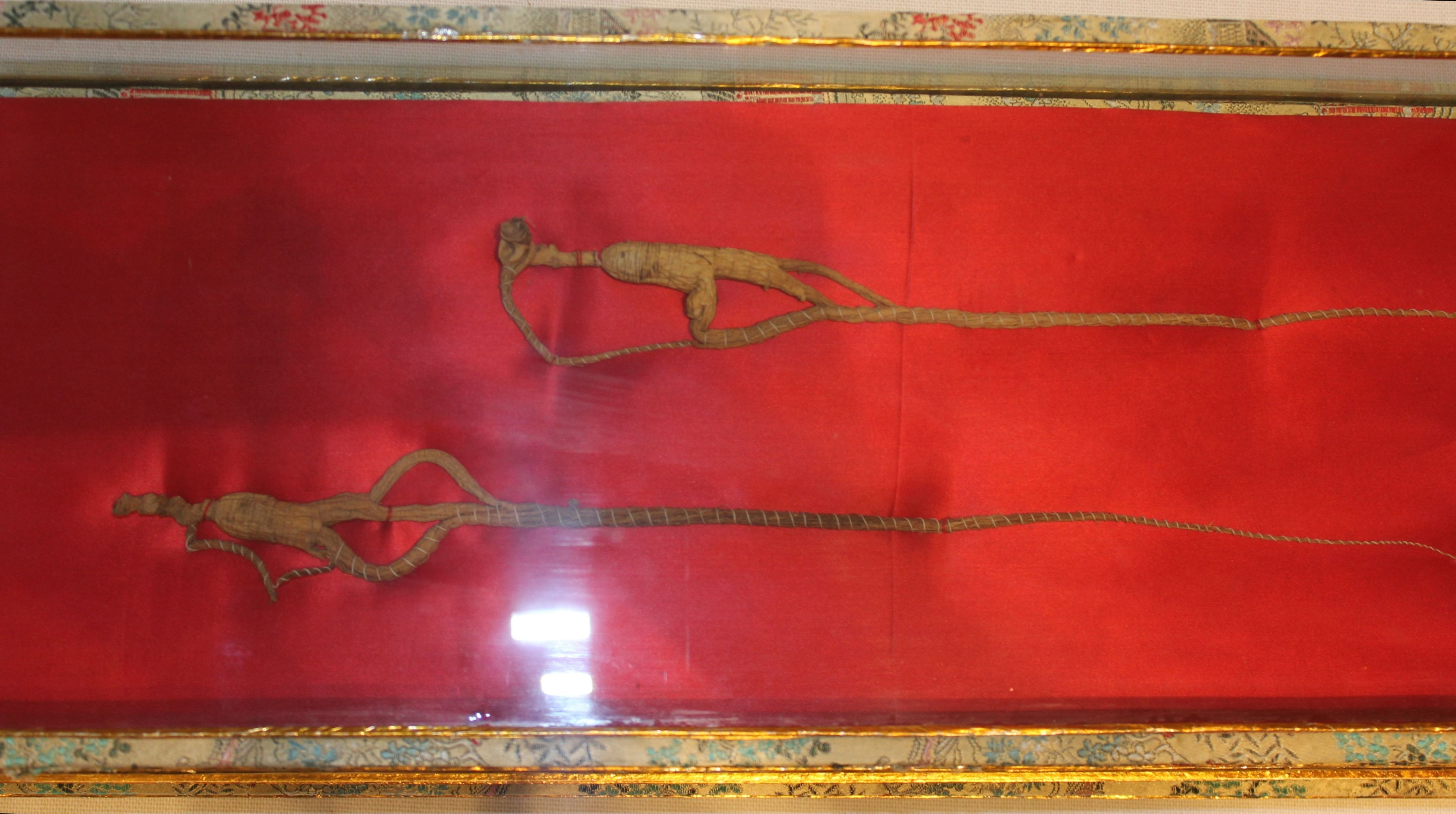
人参
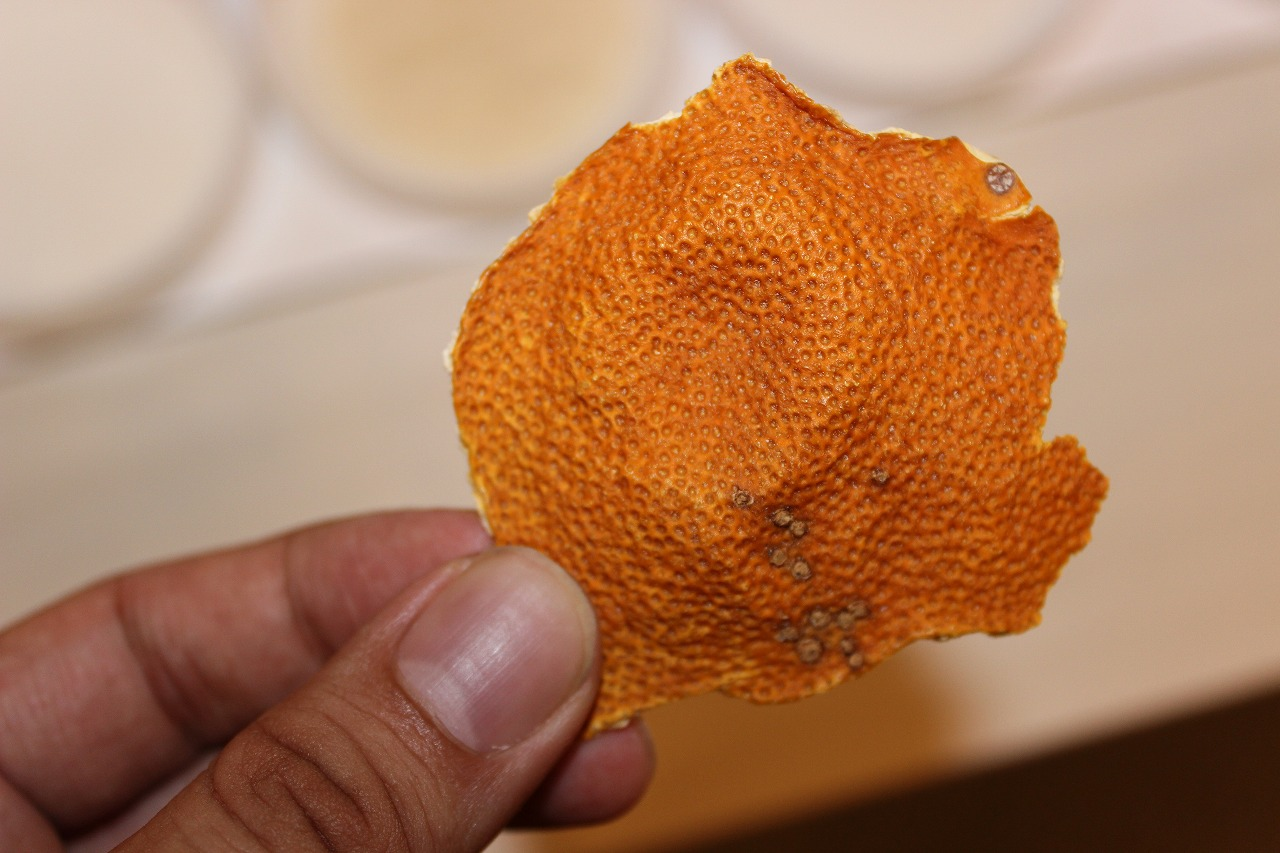
陳皮
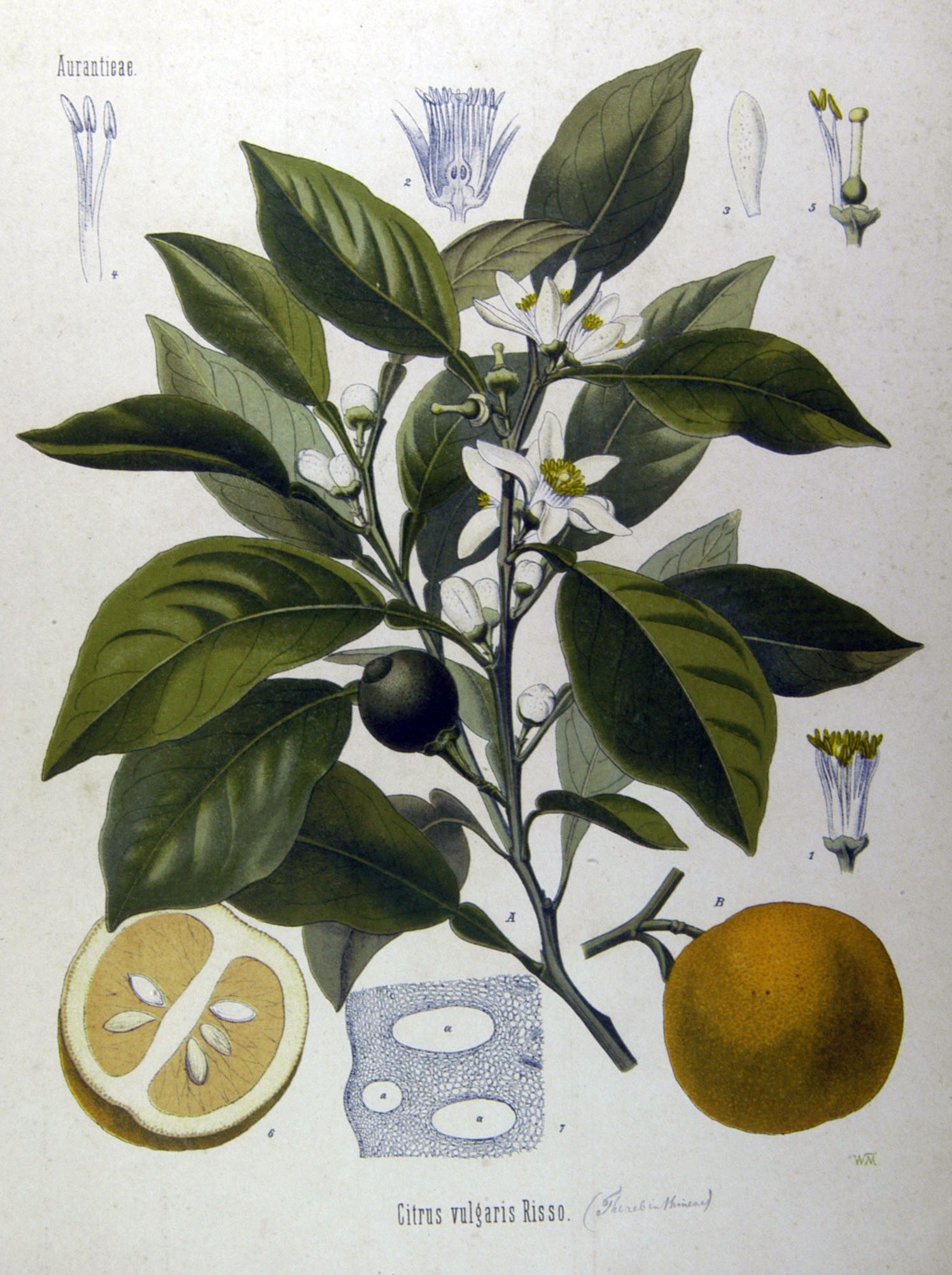
枳実
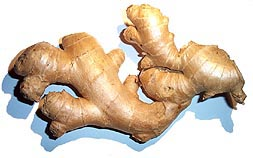
生姜